# Jevgenij Arzjanov
Jevhen Oleksandrovytj Arzjanov (ukrainska: Євген Олександрович Аржанов), född den 9 februari 1948 i Kalusj, Ukrainska SSR, Sovjetunionen, är en sovjetisk friidrottare inom medeldistanslöpning.
Han tog OS-silver på 800 meter vid friidrottstävlingarna 1972 i München. Han blev också europamästare på samma distans i Helsingfors 1971.